# Andrea Cappellano
Andrea Cappellano (latinsky Andreas Cappellanus, francouzsky André le Chapelain) byl autor traktátu z 12. století De amore ("O lásce"). O Cappellanově životě to není moc známo. Část historiků se domnívá, že měl blízko ke dvoru Marie ze Champagne. Je považován za hlavní autoritu v milostné středověké literatuře.